# Advanced Publishing Laboratory
Advanced Publishing Laboratory とは、慶應義塾大学SFC研究所に開設された研究グループであり、未来の出版に関する研究をおこなう。
株式会社KADOKAWA、株式会社講談社、株式会社集英社、株式会社小学館、株式会社出版デジタル機構と慶應義塾大学SFC研究所が合意して設置したもの。